# Campouriez
Campouriez (okzitanisch: Camporiès) ist ein Ort und eine südfranzösische Gemeinde mit 330 Einwohnern (Stand: 1. Januar 2022) im Département Aveyron in der Region Okzitanien. Sie gehört zum Arrondissement Rodez und zum Kanton Aubrac et Carladez. Die Einwohner werden Campouriézois genannt.

## Lage
Campouriez liegt etwa 51 Kilometer nordnordöstlich von Rodez. An der nördlichen und westlichen Gemeindegrenze fließt der Truyère entlang. Das Gemeindegebiet gehört zum Regionalen Naturpark Aubrac.
Umgeben wird Campouriez von den Nachbargemeinden Saint-Hippolyte im Norden, Montézic im Norden und Nordosten, Saint-Amans-des-Cots im Osten, Florentin-la-Capelle im Südosten und Süden sowie Entraygues-sur-Truyère im Süden und Westen.

## Bevölkerungsentwicklung
| Jahr                       | 1962 | 1968 | 1975 | 1982 | 1990 | 1999 | 2006 | 2019 |
| Einwohner                  | 590  | 540  | 512  | 500  | 422  | 393  | 398  | 345  |
| Quellen: Cassini und INSEE |      |      |      |      |      |      |      |      |

## Sehenswürdigkeiten
- Kirche Saint-Clair aus dem 15. Jahrhundert
- Kirche Saint-Gausbert im Ortsteil Bez-Bédène
- Kirche Saint-Géraud im Ortsteil Banhars

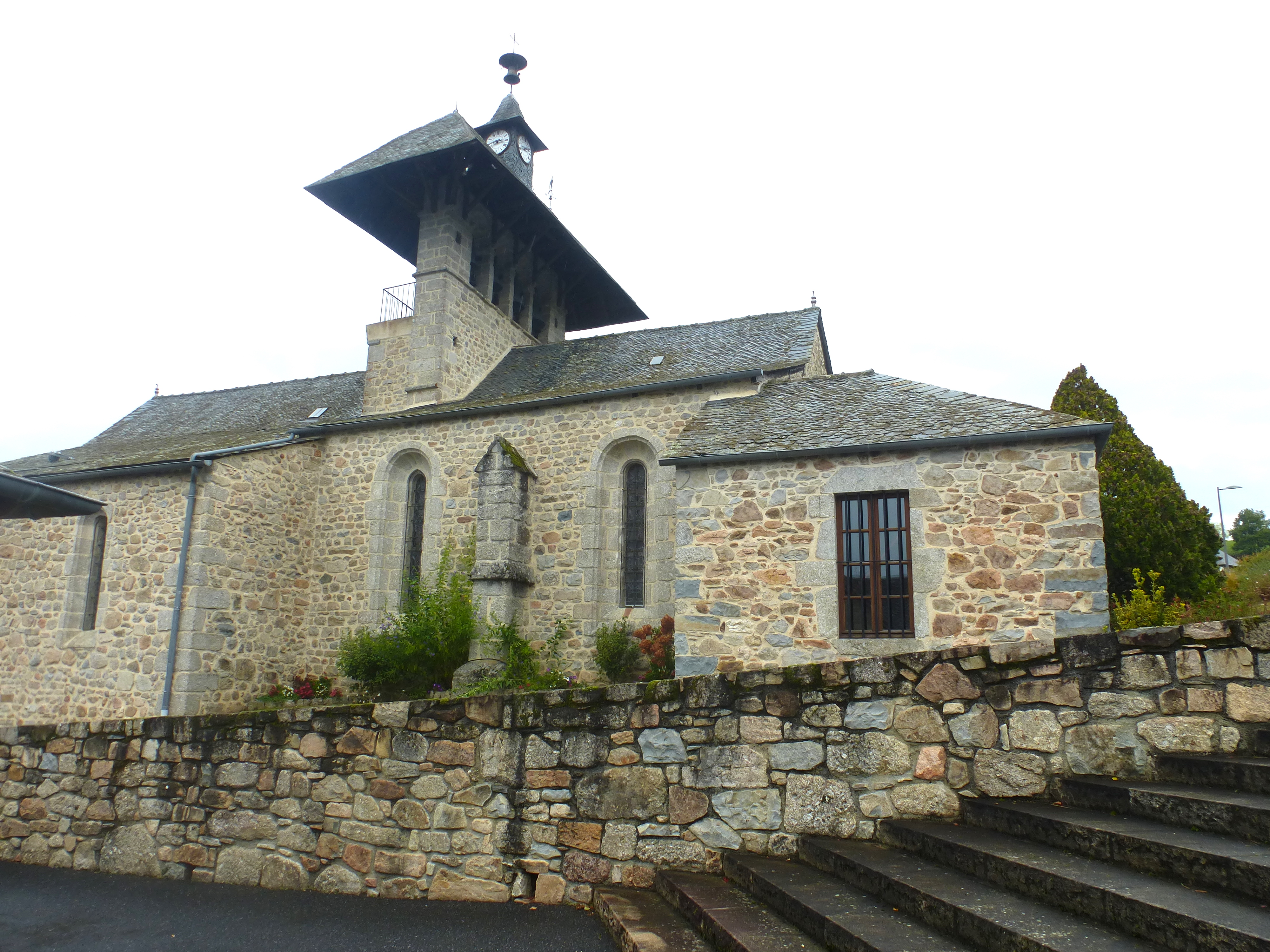
Kirche Saint-Géraud in Banhars
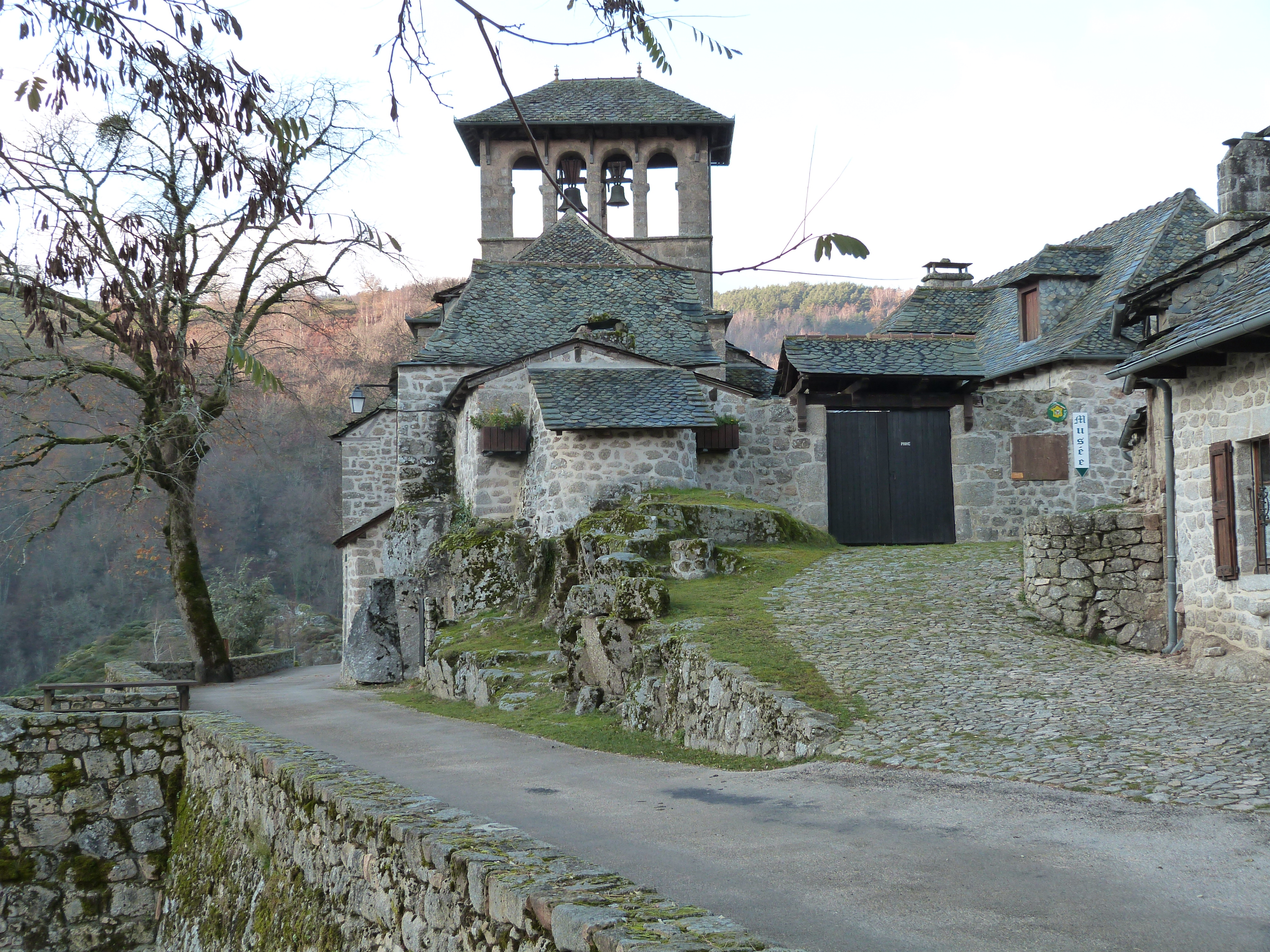
Kirche Saint-Gausbert in Bez-Bédène